# Etán
Az etán (C2H6) az egyetlen két szénatomos alkán, alifás szénhidrogén. Szobahőmérsékleten színtelen, szagtalan gáz.
Ipari mennyiségben földgázból nyerik és a kőolajfinomítás mellékterméke is. A kőolajban is található oldott etán, metánnal, propánnal és butánnal együtt. Ha a kőolajat felhozzák a felszínre, akkor a benne oldott etán (és más gáz-halmazállapotú alkánok) gáz formájában felszabadulnak, mert már nem hat a földkéreg belsejében uralkodó nagy nyomás.

## Felhasználásai
Fűtésre, ipari és energiatermelési célokra, továbbá etén előállítására használják.